# Нижньоіскушинська сільська рада
Ни́жньоіску́шинська сільська рада (рос. Нижнеискушинский сельский совет) — муніципальне утворення у складі Білокатайського району Башкортостану, Росія. Адміністративний центр — село Нижній Іскуш.

## Населення
Населення — 552 особи (2019, 628 в 2010, 831 в 2002).

## Склад
До складу поселення входять такі населені пункти:
| Населений пункт        | Населення, осіб (2002) | Населення, осіб (2010) |
| ---------------------- | ---------------------- | ---------------------- |
| Верхній Іскуш, село    | 172                    | 109                    |
| Нижній Іскуш, село     | 467                    | 394                    |
| Сосновий Лог, присілок | 192                    | 125                    |